# Elsterberg
Elsterberg là một đô thị ở huyện Vogtland, bang tự do Sachsen, Đức. Đô thị Elsterberg có diện tích 25,07 km², dân số thời điểm ngày 31 tháng 12 năm 2006 là 4991 người. Đô thị này nằm bên sông Weiße Elster, 6 km về phía tây nam của Greiz, và 13 km về phía bắc Plauen.